# Грузинский Музей изобразительных искусств
Грузинский Музей изобразительных искусств (груз.  ქართული სახვითი ხელოვნების მუზეუმი) ― частный художественный музей, расположенный на проспекте Руставели в Тбилиси (Грузия). В музее представлена частная коллекция произведений искусства семьи Джорджа (Джиа) Джохтаберидзе и Мананы Шевардадзе, основателей «Магтиком» (англ.), крупнейшей телекоммуникационной компании в Грузии.

## История

Грузинский Музей изобразительных искусств на проспекте Руставели

Джордж (Джиа) Джохтаберидзе и его жена Манана Шеварднадзе начали коллекционировать произведения искусства в 1990-х годах. После успешной предпринимательской деятельности Джохтаберидзе начал покупать произведения искусства для личной коллекции. Вскоре он осознал, что если его коллекция будет разбросана по всему миру без надлежащего хранения, без публичных выставок, то она будет потеряна навсегда. Большая часть произведений была создана во времена Советского Союза и поэтому картины ещё не были широко известны в мире. Так у Джохтаберидзе родилась идея: собирать, восстанавливать и сохранять грузинское искусство.
Изначально не предполагалось строительство нового здания музея, коллекционер собирался передавать все картины государственным музеям Грузии. Однако из-за распада СССР и последующих экономических и гражданских потрясений государственные музеи оказались в тяжёлом положении и не смогли принять все произведения.
Джохтаберидзе, возглавлявший крупнейшую телекоммуникационную компанию в Грузии, решил построить комплекс зданий, которые станут Грузинским музеем изобразительных искусств и Домом искусств.
Строительство началось в 2013 году и является единственным зданием в Грузии, построенным специально для проведения художественных выставок. Официальное открытие музея состоялось 26 сентября 2018 года, для посетителей он открылся 2 октября 2018 года. В музее хранится более 3500 произведений искусства, созданных более чем 80 художниками за последние 70 лет, в том числе Сергея Параджанова.